# Etta von Dangast
Die Etta von Dangast ist ein Seebäderschiff und hat eine wechselvolle Geschichte: 1935 in Norwegen als Schlepper Roald Jarl in Dienst gestellt, 1941 beschlagnahmt und in Hamburg als Schwalbe und Zukunft in Fahrt, 1956 zur Fähre umgebaut und als Langeoog I und Harlesand zu den ostfriesischen Inseln im Einsatz. Von 1982 bis 2021 verkehrte das in Etta von Dangast umbenannte Schiff von Dangast aus zu Ausflugsfahrten in den Jadebusen. Seit Oktober 2021 wird das Schiff in Varel für zukünftige Aufgaben modernisiert. Benannt ist das Schiff nach der Frau des Friesenhäuptlings Edo Wiemken.

## Bau und technische Daten
Das Dampfschiff wurde 1935 in Trondheim als Schlepper gebaut. Ursprünglich war es 24,37 Meter lang, 5,00 Meter breit und wies einen Tiefgang von 0,80 Metern auf. Das Schiff war mit 30 BRT vermessen und wurde von einer Verbunddampfmaschine unbekannter Leistung angetrieben. 1948 wurde die Dampfmaschine durch einen Schiffsdieselmotor der Firma Güldner ersetzt, der 125 PS leistete und das Schiff auf eine Geschwindigkeit von 8 Knoten brachte.
1956 wurde das Schiff auf der Jadewerft in Wilhelmshaven zu einem Passagierschiff umgebaut. Die Abmessungen änderten sich in 26,27 Metern Länge, 5,04 Metern Breite und einen Tiefgang von 1,00 Meter und es wurde mit 89 BRT neu vermessen. Die Geschwindigkeit beträgt seitdem 10 Knoten. 1968 erhielt das Schiff einen Deutz-Dieselmotor mit 200 PS. Das Schiff war für 145 Passagiere zugelassen.

## Geschichte
Nach der Fertigstellung lieferte die Werft das Schiff 1935 an eine namentlich nicht bekannte norwegische Reederei mit Heimathafen Trondheim ab. Nach der deutschen Besetzung Norwegens (Unternehmen Weserübung) beschlagnahmte die Wehrmacht das Schiff und verlegte es als Schwalbe im September/Oktober 1941 zum Einsatz nach Hamburg. Die Royal Navy beschlagnahmte es dort 1945 nach Kriegsende und verkaufte es im April 1948 an die Firma Paul-Franz Sanowski. Diese ließ die Dampfmaschine durch einen Dieselmotor ersetzen und nutzte das in Zukunft umbenannte Schiff in Hamburg weiterhin als Schlepper.
Im Februar 1956 wurde das Schiff an die Schiffahrt der Inselgemeinde Langeoog verkauft. Die Reederei ließ es auf der Wilhelmshavener Jadewerft zum Fahrgastschiff für 186 Passagiere umbauen und nahm es als Langeoog I für den Linienbetrieb zwischen der Insel und Bensersiel in Betrieb. Nach zwölf Jahren veräußerte sie das Schiff am 20. März 1968 an die Reederei Warrings in Carolinensiel. Warrings tauschte den bisherigen Motor gegen einen Deutz-Dieselmotor mit 200 PS aus. Das Schiff erhielt den Namen Harlesand und fuhr bis 1981 im Liniendienst zwischen Harlesiel und Wangerooge.
1981 erwarb Anton Tapken das Schiff, mit dem er von 1982 bis 2021 als Kapitänsreeder Fahrten ab dem Dangaster Hafen unternahm. Von Frühjahr bis Herbst bot er mit dem Seebäderschiff fast täglich Ausflugsfahrten in den Jadebusen und ins Wattenmeer, insbesondere zum Leuchtturm Arngast und zu den Seehundbänken an. Auf dem Fahrplan standen auch Fahrten zu den Wilhelmshavener Häfen. Darüber hinaus konnte das Schiff auch gechartert werden.
Im Juli 2021 gab Anton Tapken bekannt, dass er und sein Schiff in den Ruhestand gehen. Im August 2021 übernahm der Kapitänsreeder Eike Wassermeier mit der Jantje von Dangast (ehemals Feodora 1)  die Ausflugsfahrten von Dangast.
Die Etta von Dangast wurde zunächst in der Jadewerft aufgelegt und sollte im September 2021 bei ALBA Metall Nord am Ems-Jade-Kanal abgewrackt werden. Dank einer privaten Initiative wurde das Schiff aber erhalten und in den Vareler Hafen verlegt. Nach einer Modernisierung soll die Etta von Dangast vornehmlich für gastronomische Zwecke genutzt werden. Seit 2023 ist das Schiff wieder in Fahrt. 